# Elmer Kelton

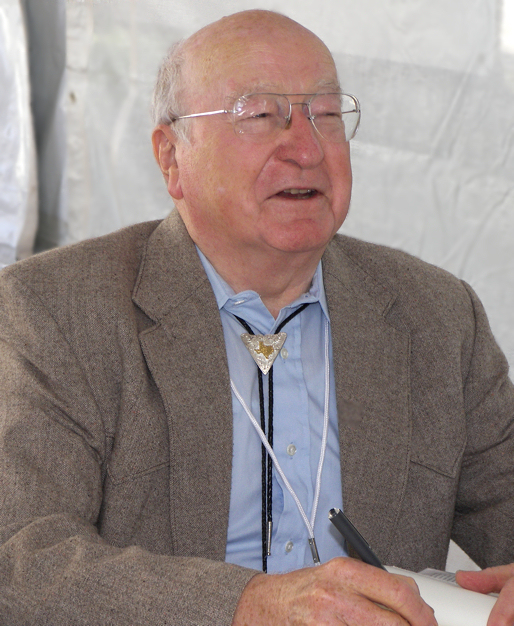
Elmer Kelton in 2007

Elmer Stephen Kelton (Andrews  County, 29 april 1926 - 22 augustus 2009) was een Amerikaans journalist en auteur, die vooral bekend was van zijn westernromans.

## Levensloop
Kelton werd op een boerderij geboren in Horse Camp nabij Andrews. Het gezin verhuisde nadien naar een boerderij in de buurt van Crane. Hij studeerde aan de Universiteit van Texas in Austin. In 1944-1946 diende hij bij het Amerikaanse leger in Europa. 
Tussen 1948 en 1963 was Kelton was verantwoordelijke voor landbouwaangelegenheden van de San Angelo Standard-Times. Hij was ook vijf jaar uitgever van de Sheep and Goat Raiser Magazine en vervolgens 22 jaar uitgever van Livestock Weekly. Zijn memoires, Sandhills Boy, werden in 2007 gepubliceerd.
Drie van Kelton romans werden uitgegeven als Reader's Digest Condensed Books. Zeven van  Kelton romans, Buffalo Wagons, The Day the Cowboys Quit, The Day It Never Rained, Eyes of the Hawk, Slaughter, The Far Canyon en  The Way of the Coyote, wonnen een "Spur Award" van de westernschrijvers van Amerika.